# 4. HNL – Jug A 2010./11.
Ovaj članak je podtema članka: 4. HNL 2010./11.

4. HNL – Jug se u sezoni 2010./11. sastojala od dvije skupine (A i B). U skupini A su se natjecali klubovi iz  Šibensko-kninske i Zadarske županije, a prvak lige je bio klub "Krka" iz Lozovca. 
 
U sezoni 2009./10. ova liga se nazivala "4. HNL – Jug – Skupina ŠK/ZD". 

## Sustav natjecanja
Pernaest klubova je igralo dvokružnu ligu (30 kola, 28 utakmica po klubu). 

## Sudionici
| |                                                                                               |  |
| Zadarska županija - Dragovoljac Poličnik - Hajduk Pridraga - Hrvatski vitez Posedarje - Pag - Pakoštane - Polača - Sabunjar Privlaka - Škabrnja - Zlatna luka Sukošan - Zrmanja Obrovac | Šibensko-kninska županija - DOŠK Drniš - Krka Lozovac - Rudar Siverić - SOŠK Skradin - Vodice |  |

## Ljestvica
| mj. | klub                     | ut. | pob. | ner. | por. | gol+ | gol- | bod |
| --- | ------------------------ | --- | ---- | ---- | ---- | ---- | ---- | --- |
| 1.  | Krka Lozovac             | 28  | 21   | 1    | 6    | 70   | 23   | 64  |
| 2.  | Hajduk Pridraga          | 28  | 16   | 8    | 4    | 40   | 15   | 56  |
| 3.  | Vodice                   | 28  | 15   | 8    | 5    | 54   | 30   | 53  |
| 4.  | Zlatna luka Sukošan      | 28  | 14   | 4    | 10   | 58   | 41   | 46  |
| 5.  | Zrmanja Obrovac          | 28  | 12   | 9    | 7    | 57   | 35   | 45  |
| 6.  | Škabrnja                 | 28  | 13   | 6    | 9    | 44   | 37   | 45  |
| 7.  | Pag                      | 28  | 12   | 5    | 11   | 40   | 44   | 41  |
| 8.  | Sabunjar Privlaka        | 28  | 12   | 5    | 11   | 34   | 42   | 41  |
| 9.  | Dragovoljac Poličnik     | 28  | 8    | 10   | 10   | 46   | 51   | 34  |
| 10. | SOŠK Skradin             | 28  | 8    | 10   | 10   | 30   | 35   | 34  |
| 11. | Pakoštane                | 28  | 8    | 7    | 13   | 46   | 49   | 31  |
| 12. | Polača                   | 28  | 9    | 4    | 15   | 56   | 63   | 31  |
| 13. | DOŠK Drniš               | 28  | 6    | 4    | 18   | 24   | 54   | 22  |
| 14. | Rudar Siverić            | 28  | 6    | 4    | 18   | 30   | 78   | 22  |
| 15. | Hrvatski vitez Posedarje | 28  | 5    | 5    | 18   | 30   | 62   | 20  |

## Rezultatska križaljka
| kratica | klub                     | DOŠK | DRA | HAJ | HRVV | KRKA | PAG | PAK | POL | RUD | SAB | SOŠK | ŠKA | VOD | ZLL | ZRM |
| --- | ------------------------ | ---- | --- | --- | ---- | ---- | --- | --- | --- | --- | --- | ---- | --- | --- | --- | --- |
| DOŠK | DOŠK Drniš               |      |     |     |      |      |     |     |     |     |     |      |     |     |     |     |
| DRA | Dragovoljac Poličnik     |      |     |     |      |      |     |     |     |     |     |      |     |     |     |     |
| HAJ | Hajduk Pridraga          |      |     |     |      |      |     |     |     |     |     |      |     |     |     |     |
| HRVV | Hrvatski vitez Posedarje |      |     |     |      |      |     |     |     |     |     |      |     |     |     |     |
| KRKA | Krka Lozovac             |      |     |     |      |      |     |     |     |     |     |      |     |     |     |     |
| PAG | Pag                      |      |     |     |      |      |     |     |     |     |     |      |     |     |     |     |
| PAK | Pakoštane                |      |     |     |      |      |     |     |     |     |     |      |     |     |     |     |
| POL | Polača                   |      |     |     |      |      |     |     |     |     |     |      |     |     |     |     |
| RUD | Rudar Siverić            |      |     |     |      |      |     |     |     |     |     |      |     |     |     |     |
| SAB | Sabunjar Privlaka        |      |     |     |      |      |     |     |     |     |     |      |     |     |     |     |
| SOŠK | SOŠK Skradin             |      |     |     |      |      |     |     |     |     |     |      |     |     |     |     |
| ŠKA | Škabrnja                 |      |     |     |      |      |     |     |     |     |     |      |     |     |     |     |
| VOD | Vodice                   |      |     |     |      |      |     |     |     |     |     |      |     |     |     |     |
| ZLL | Zlatna luka Sukošan      |      |     |     |      |      |     |     |     |     |     |      |     |     |     |     |
| ZRM | Zrmanja Obrovac          |      |     |     |      |      |     |     |     |     |     |      |     |     |     |     |
| |                          |      |     |     |      |      |     |     |     |     |     |      |     |     |     |     |
| podebljan rezultat – utakmice od 1. do 15. kola (1. utakmica između klubova) rezultat normalne debljine – utakmice od 16. do 30. kola (2. utakmica između klubova) rezultat nakošen – nije vidljiv redoslijed odigravanja međusobnih utakmica iz dostupnih izvora rezultat smanjen * – iz dostupnih izvora nije uočljiv domaćin susreta prekrižen rezultat – poništena ili brisana utakmica p – utakmica prekinuta 3:0 p.f. / 0:3 p.f. – rezultat 3:0 bez borbe n.i. – nije igrano |                          |      |     |     |      |      |     |     |     |     |     |      |     |     |     |     |

 Izvori: